# Gamaraal Foundation
Die Gamaraal Foundation ist eine 2014 von Anita Winter gegründete Stiftung in der Schweiz. Sie unterstützt Holocaust-Überlebende und setzt sich für die nachhaltige Förderung von Bildung zum Holocaust ein.

## Tätigkeitsbereiche

### Unterstützung von Holocaust-Überlebenden
Die Gamaraal Foundation unterstützt Holocaust-Überlebende mit verschiedenen Hilfeleistungen. So lässt die Stiftung Holocaust-Überlebenden dreimal jährlich – an den jüdischen Feiertagen Rosch ha-Schana, Chanukka und Pessach – eine finanzielle Zuwendung zukommen. Sodann finanziert die Stiftung medizinische Hilfsmittel. Im März 2020 hat die Stiftung anlässlich der Corona-Krise ausserdem eine besondere Hilfskampagne für Holocaust-Überlebende und andere von der Corona-Krise betroffenen Menschen lanciert.

### Holocaust Education
Im Bereich Holocaust Education organisiert die Gamaraal Foundation u. a. Begegnungen mit Zeitzeugen des Holocaust, dokumentiert Zeugnisse von Holocaust-Überlebenden und bietet zusammen mit der Stiftung gegen Rassismus und Antisemitismus (GRA) Studien-Reisen nach Auschwitz an.

## The Last Swiss Holocaust Survivors
Als die Schweiz 2017 den Vorsitz in der Internationalen Holocaust Remembrance Alliance (IHRA) übernahm, realisierte die Gamaraal Foundation u. a. mit Unterstützung des Eidgenössischen Departements für auswärtige Angelegenheiten das Ausstellungsprojekt The Last Swiss Holocaust Survivors. Die Ausstellung porträtiert einige der letzten Holocaust-Überlebenden, die in allen Landesteilen der Schweiz wohnhaft sind. Das Archiv für Zeitgeschichte der ETH Zürich begleitete das Projekt wissenschaftlich. Die Ausstellung stiess insbesondere bei Schulklassen auf grossen Anklang, auch das Interesse der Medien war gross. Im März 2018 wurde die Gamaraal Stiftung zusammen mit dem Archiv für Zeitgeschichte der ETH Zürich mit dem Dr. Kurt Bigler-Preis für hervorragende Projekte im Bereich der Holocaust Education ausgezeichnet. Vereinzelt wurde die Ausstellung u. a. wegen ihres Titels kritisiert.